# لی جانسون (بازیکن بسکتبال)
لی جانسون (انگلیسی: Lee Johnson؛ زادهٔ ۱۶ ژوئن ۱۹۵۷) بازیکن بسکتبال اهل ایالات متحده آمریکا است.
از باشگاه‌هایی که در آن بازی کرده‌است می‌توان به دیترویت پیستونز و هیوستون راکتس اشاره کرد.